# Batman: The Killing Joke (film)
Batman: The Killing Joke è un film d'animazione direct-to-video del 2016 diretto da Sam Liu.
Il film è l'adattamento cinematografico dell'omonima graphic novel del 1988. Il film fa parte della serie DC Universe Animated Original Movies.

## Trama
Batgirl, durante una delle sue ronde, fallisce nel tentativo di fermare una rapina ma riesce, assieme a Batman, a interrogare uno dei delinquenti: i due vigilanti incorrono così nelle trame del giovane e rampante boss della mala Paris Franz, che, dopo aver ucciso il precedente boss, suo zio Francesco, comincia a nutrire un'attrazione morbosa per Barbara. Dato il coinvolgimento emotivo della ragazza, Bruce le toglie il caso e, dopo aver litigato, i due hanno un rapporto sessuale: l'episodio li allontana ancora di più e perciò, dopo aver assicurato alla giustizia Paris, Barbara decide di smettere i panni da supereroina.
Qualche tempo dopo l'investigatore Bullock informa Batman di un omicidio di cui viene accusato Joker, che però dovrebbe trovarsi ad Arkham; Bruce scopre che la sua nemesi è fuggita e che mira a dimostrare un suo teorema, secondo cui ogni uomo può impazzire a causa di una singola giornata storta.
Grazie ad una serie di analessi, si scoprono quelle che potrebbero essere (a causa della sua memoria non proprio affidabile) le origini del clown principe del crimine: una volta questi era un comico fallito e, per garantire il sostentamento della sua famiglia, si lasciò convincere da due criminali a tentare un colpo assumendo l'identità di Cappuccio Rosso. Poco prima del misfatto, tuttavia, l'uomo venne informato della morte della moglie e del bimbo che portava in grembo a causa di un incidente domestico; giunto nella fabbrica chimica in cui si doveva svolgere il furto, cadde, a causa dell'intervento di Batman, in una vasca di liquidi chimici: vedendo il suo nuovo aspetto, i capelli verdi, la pelle bianca e le labbra rosse, e il tutto abbinato ai precedenti eventi, l'uomo perse il senno e divenne Joker.
La vittima designata da Joker è il commissario Gordon: per fargli perdere il senno, prima costringe Barbara sulla sedia a rotelle dopo averle sparato nel suo appartamento, poi guida il poliziotto in una galleria degli orrori nel luna park costringendolo a vedere le foto di sua figlia subito dopo l'assalto; Batman fa in tempo a salvarlo dalla pazzia e si reca da Joker.
I due hanno un confronto, al termine del quale Batman sconfigge il proprio acerrimo nemico; in un ultimo disperato tentativo di redimerlo, Bruce chiede a Joker di accettare il suo aiuto ma questi, dopo un attimo di esitazione, rifiuta dicendo che ormai per lui non c'è più speranza.
Nella scena durante i titoli di coda si vede Barbara assumere la sua nuova identità di Oracle, l'aiutante esperta di tecnologia di Bruce.

## Produzione
Nel 2011, durante il San Diego Comic-Con, Mark Hamill, che ha dato la voce al Joker per molti anni, sia nelle versioni animate che nelle versioni videoludiche, affermò di voler doppiare un adattamento di The Killing Joke, e, grazie anche al passaparola su Twitter, incoraggiando l'avvio di una campagna per finanziare l'adattamento. Nel 2013, anche Bruce Timm espresse la volontà di creare un progetto. Durante il panel per Justice League: Gods and Monsters panel al San Diego Comic-Con, Timm annunciò lo sviluppo di un adattamento della graphic novel stabilendo l'uscita al 2016. Il progetto sarà diretto da Sam Liu e Timm come produttore esecutivo e avrà un prologo di 15 minuti per localizzare meglio la storia.
Il 27 luglio, collider.com riportò che Hamill avrebbe doppiato il Joker e comicbook.com intervistò Kevin Conroy sulla possibilità di tornare come voce di Bruce Wayne / Batman.
Il 14 marzo 2016 venne ufficialmente annunciato che Conroy e Hamill avrebbero ripreso i ruoli di Batman e Joker per il film, e vennero annunciati anche Tara Strong come doppiatrice di Barbara Gordon e Ray Wise nei panni del commissario Gordon.
Il 26 aprile 2016 è stato pubblicato il primo trailer ufficiale per il film.

## Distribuzione
Il film è stato mostrato in anteprima il 23 luglio 2016 durante il San Diego Comic-Con. In seguito, è stato proiettato in alcune sale statunitensi il 25 e il 26 luglio. La distribuzione del film, inizialmente prevista per il mese di luglio 2016, è stata in seguito fissata al 2 agosto.

## Accoglienza

### Critica
Dopo l'anteprima al San Diego Comic-Con, molti dei fan del graphic novel del 1988 hanno sollevate numerose critiche perché la prima parte del film è totalmente originale e non attinente al fumetto. Bruce Timm, produttore del film, pochi giorni dopo, in un'intervista ha affermato:

## Curiosità
- Quando Batman cerca qualcosa nel database del Bat-Computer riguardo a Joker, vengono mostrate diverse immagini: tra queste, la pubblicità dello Smilex dal film di Tim Burton, la recitazione di Vesti la giubba nella serie del 1966, il Joker sogghignante seduto al commissariato da Il cavaliere oscuro, la morte di Jason Todd in Batman: Una morte in famiglia, la spalla di Joker Harley Quinn, i sorridenti "Pesci-Joker" dal fumetto Il pesce che ride e dalla serie animata, la LAFF CO. che fece da rifugio a Joker nel suo primo episodio della medesima serie e un rifacimento della sua copertina del primo numero di Batman o dal fumetto tratto da quest'ultimo L'uomo che ride.